# 第59回日本レコード大賞
第59回日本レコード大賞（だい59かいにほんレコードたいしょう）は、2017年（平成29年）12月30日に新国立劇場で発表音楽会が執り行われた59回目の『日本レコード大賞』である。
発表音楽会の模様は、TBSテレビ・TBSラジオをキーステーションに全国で放送された。
ノミネートおよび各賞発表は11月16日に主催者から発表された。

## 概要
第59回日本レコード大賞は、女性アイドルグループの乃木坂46が歌唱した「インフルエンサー」に決定した。乃木坂46は初の受賞。また女性アーティストの受賞は第58回（2016年）の西野カナに続いて2年連続となった。また、レコードレーベルのSMEは2年連続。
最優秀新人賞は、ハロー!プロジェクトに所属する女性アイドルグループのつばきファクトリーが受賞。ハロー!プロジェクトに所属する（または過去に所属していた)
グループの最優秀新人賞受賞は、第57回（2015年）のこぶしファクトリー以来、2年ぶり5組目の受賞。
大賞、最優秀新人賞とも女性アイドルグループが受賞するのは第53回（2011年）でAKB48（大賞）、フェアリーズ（最優秀新人賞）が受賞して以来、6年ぶり2回目となった。
発表音楽会ではこの他、特別賞の阿久悠を代表して第20回（1978年）で大賞を受賞したピンク・レディーが登場し、「ペッパー警部」（第18回新人賞）、「ウォンテッド (指名手配)」（第19回大衆賞）、「UFO」（第20回大賞）をメドレーで披露した。最優秀新人賞の表彰プレゼンターに登場した都倉俊一が特別指揮を務めた。
第2部（19:00 - 22:00）の平均視聴率は昨年の第58回より0.1ポイント減の14.4%だった（ビデオリサーチ調べ、関東地区・世帯・リアルタイム）。
なお、司会者・進行アナウンサーのマイクが2005年の第47回以来カラーマイクキャップ付きで、司会の安住は黒・天海は赤で銀箔入り（2014年・第47回以降の「日本有線大賞」と同様）。

## 放送時間
テレビ放送　
- 18:30 - 22:00（JNN28局ネット）
  - 一部系列局を除き、17:30 - 18:30に『序章』も別途放送。

ラジオ放送
- 18:30 - 22:00（JRN系列ネット）
同時ネット局：TBSラジオ（製作局）、北海道放送、北陸放送、福井放送、CBCラジオ、琉球放送
19:00飛び乗り：大分放送
- 同時刻でTBSラジオ制作JRN系列で放送の『簡易恋愛プログラム 宮川賢のデートの時間でそ?!』はネット局への裏送り放送で対応。

## 司会

### 総合司会
- 安住紳一郎（TBSアナウンサー）
- 天海祐希

### 進行アナウンサー
- 江藤愛（TBSアナウンサー）
- 古谷有美（TBSアナウンサー）

### ラジオ中継司会
- 駒田健吾（TBSアナウンサー）

## 受賞作品・受賞者一覧

### 日本レコード大賞
- 「インフルエンサー」
  - 歌手:乃木坂46
  - 作曲：すみだしんや
  - 作詞・プロデューサー:秋元康
  - 編曲:APAZZI
  - 所属事務所:乃木坂46合同会社
  - レコード会社:ソニー・ミュージックエンタテインメント/ソニー・ミュージックレーベルズ

### 優秀作品賞（大賞ノミネート作品）
- 西野カナ 「手をつなぐ理由」
- AKB48 「願いごとの持ち腐れ」
- AAA 「LIFE」
- 欅坂46 「風に吹かれても」
- 乃木坂46「インフルエンサー」
- 三山ひろし 「男の流儀」
- 氷川きよし 「男の絶唱」
- SEKAI NO OWARI 「RAIN」
- 三浦大知 「EXCITE」
- AI 「キラキラ feat.カンナ」[注 2]

### 最優秀新人賞
- つばきファクトリー

### 新人賞（最優秀新人賞ノミネート）
- つばきファクトリー
- 中澤卓也
- NOBU
- UNIONE

### 最優秀アルバム賞
- Suchmos 「THE KIDS」

### 優秀アルバム賞
- 桑田佳祐 「がらくた」
- クミコ with 風街レビュー 「デラシネ déraciné」
- 高田漣 「ナイトライダーズ・ブルース」
- 上原ひろみ×エドマール・カスタネーダ 「ライヴ・イン・モントリオール」

### 特別賞
- 阿久悠
- 安室奈美恵
- 「ダンシング・ヒーロー」荻野目洋子／大阪府立登美丘高等学校ダンス部
- ゆず
- 和田アキ子

### 最優秀歌唱賞
- 天童よしみ

### 日本作曲家協会選奨
- 杜このみ

### 特別顕彰
- 大月みやこ

### 功労賞
- 伊藤雪彦（作曲家）
- 小西良太郎（音楽記者）
- 鈴木淳（作曲家）
- 筒美京平（作曲家）
- もず唱平（作詞家）
- 湯川れい子（音楽評論家）

### 特別功労賞
- 小川寛興（作曲家）
- かまやつひろし（歌手）
- 北原じゅん（作曲家）
- 曽根幸明（作曲家）
- 平尾昌晃（作曲家）
- 船村徹（作曲家）
- ペギー葉山（歌手）

### 作曲賞
- 杉山勝彦 「ずっと、ふたりで」（歌唱：家入レオ） など

### 作詩賞
- 徳永英明 「バトン」（歌唱：徳永英明）

### 編曲賞
- 中田ヤスタカ 「良すた」「原宿いやほい」（歌唱：きゃりーぱみゅぱみゅ） など

### 企画賞
- 三浦祐太朗 「I'm HOME」
- はなわ 「お義父さん」
- The KanLeKeeZ 「G.S. meets The KanLeKeeZ」
- Seiko Matsuda 「SEIKO JAZZ」
- Walt Disney Records/avex entertainment.Inc 「美女と野獣 オリジナル・サウンドトラック」
- 五木ひろし 「船村徹 トリビュートアルバム～永遠の船村メロディー～」

## TV中継主なスタッフ
- ナレーター：ジョン・カビラ
- 音楽
  - 編曲・演奏・指揮：斎藤ネコ、坂本昌之、佐藤雄太、島田昌典、冨田惠一、本間昭光、宮下博次
- ＜新国立劇場＞
  - TM・照明：近藤明人
  - TP：高岡崇靖
  - TD：中野啓、寺尾昭彦
  - カメラ：小笠原朋樹
  - カムリモート：野坂和恵
  - テクノクレーン：坂野昇
  - VE：鈴木昭平
  - 照明：原昇
  - ムービング：鹿野功
  - 音声：森和哉、相馬敦
  - PA：池戸和幸、小暮倫見
  - 音効：岡本智宏
  - 連絡回線：小池真一
  - プロンプター：田中晶子、浦克彰
- 美術プロデューサー：山口智広
- 美術デザイナー：中村嘉邦
- 美術制作：桂誉和
- ＜OAサブ＞
  - TD：依田純
  - VE：高橋康弘
  - 音声：藤井勝彦
  - 音響効果：近藤まどか
  - テロップ：奥田光隆
  - VFE：竹内智子
  - 回線：鈴木博之
  - VTRルーム：浦邉啓、河野未歩
  - MA：和田真由美
  - 編集：藤森唯史
  - TK：飯塚愛美
  - VTRD：清宮嘉浩、前島隆昭、有田直美
  - 演出：樋江井彰敏
- 技術協力：東通、TBSテックス、MBS、OBS、CBC、RBC、NBC、KUTV、ティエルシー、エヌ・エス・ティー、TAMCO、アックス、テクト、ラ・ルーチェ、NEXION、J-crew、PRG、RISING、MTplanning、三穂電機、TwitterJapan
- 資料協力：CANシステム、USEN、レコチョク
- 協力：新国立劇場運営財団
- 構成：伊藤正宏、中野俊成／小泉泰成
- 編成：辻有一、中島啓介
- 宣伝：山岸信良、國井応起
- Web/Twitter：松尾智和
- 公開：廣中信行、松元裕二、齋藤絵里子、橋本祐太、中垣雄悸
- TK：長谷川道子
- MCブース：金原将公、安永洋平、須藤有加、中西真央
- 音cue：若原誉起
- プロンプター：塩谷暁充
- アナブース：深谷俊介
- 制作協力：BMC
- 演出スタッフ：橘信吾、鈴木秀昭、大賀ゆかり、川野雅貴、壁谷舞、袴田俊平、小関美保子、橘みゆき
- AP：鹿渡弘之、神田祐子、佐藤誠子／原田康弘
- 舞台監督：植木修一／赤阪千明
- ライブ演出：柴田猛司
- 総合演出：竹永典弘
- プロデューサー：大木真太郎、服部英司、髙宮望、時松隆吉
- 制作プロデューサー：落合芳行
- 製作著作：TBS